# Ivan de Warenne, 6. grof Surreya
Ivan de Warenne (John de Warenne; 1231. – 29.? rujna 1304.) bio je šesti grof Surreya te vojni zapovjednik tijekom vladavine Henrika III. i njegova sina Edvarda I.
Ivanovi su roditelji bili Vilim de Warenne, 5. grof Surreya i Matilda Marshal. Ivan je oženio Alisu Lusinjansku, čija je majka bila kraljica Izabela Angoulêmska.
Tijekom civilnog rata u Engleskoj koji se vodio od 1264. do 1267. Ivan je dvaput promijenio stranu.
Djeca Ivana i Alise:
- Vilim de Warenne – muž Ivane de Vere te otac Ivana, sedmog grofa Surreya i Alise
- Eleonora (1251. – ?)[3] – žena Sir Henrika de Percyja
- Izabela de Warenne[4] – žena Ivana Balliola i majka Edvarda Balliola